# X-Ray Spex
X-Ray Spex was een Engelse punkband, opgericht in 1976 en met tussenpozen actief tot 2008. De band is internationaal vooral bekend geworden met hun eerste single Oh bondage up yours!, die werd geboycot door de BBC vanwege de controversiële tekst. Het nummer, dat mede door de boycot al snel een punkklassieker werd, was geschreven door de songwriter en zangeres Poly Styrene (pseudoniem van Marianne Joan Elliott-Said, 1957-2011) van de band. 
In Nederland verscheen Oh bondage up yours! in 1977 op de verzamelplaat Geef voor New Wave, die een ironische inzamelactie voor new wave-artiesten voorstelde, en waarop ook Sex Pistols, Motörhead, Tom Petty & the Heartbreakers, Generation X, Eddie and the Hot Rods en The Motors vertegenwoordigd waren.
In 2006 zette het Belgische tijdschrift Humo Oh bondage up yours! in hun compilatie van de 30 beste punksongs.

## Geschiedenis van de band
Marianne Elliott startte X-Ray Spex, geïnspireerd door een vroeg concert van Sex Pistols waar zij bij aanwezig was. Vanaf toen noemde zij zich Poly Styrene. De band viel onder meer op door haar energieke zang, die, geheel in de punktraditie, luid was, en het gebruik van een saxofoon. Daarnaast waren vrouwelijke bandleiders ook in de punkscene nog altijd een opvallende minderheid.  
Oh bondage up yours! gaat niet over de sm-methode, maar heeft een feministische boodschap, waarin de positie van vrouwen wordt vergeleken met vastgebonden zitten: "Some people think little girls should be seen and not heard / But I think / Oh Bondage Up Yours!"
In 1980 viel de eerste samenstelling van de band uit elkaar. Tussen 1991 en 2008 traden kernleden Poly Styrene en Jak Airport (pseudoniem van Jack Stafford, overleden in 2004) nog een aantal keren met een wisselende samenstelling op als X-Ray Spex. Poly Styrene overleed in 2011 aan uitgezaaide borstkanker. 